# بابلو نينو
بابلو نينو (بالإسبانية: Juan Pablo Niño Castellano)‏ هو لاعب كرة قدم إسباني في مركز نصف الجناح، ولد في 15 مايو 1981 في روتا في إسبانيا. لعب مع ريال بيتيس وريال مدريد وريكرياتيفو ونادي قادش ونومانسيا.

## وصلات خارجية
- بابلو نينو على موقع قاعدة بيانات كرة القدم.إي يو (الإنجليزية)
- بابلو نينو على موقع Soccerway.com (الإنجليزية)